# 영천군 갑
영천군 갑은 대한민국의 옛 국회의원 선거구이다. 당시 경상북도 영천군의 일부 지역을 관할했다.

## 역사
제헌 국회의원 선거를 앞두고 영천군의 일부 지역을 관할하는 선거구로 신설되었다. 신설 당시 영천군 영천읍, 청통면, 신녕면, 화산면, 화북면 지역을 관할했다.
제6대 국회의원 선거를 앞두고 영천군 갑, 을 선거구가 통합되어 영천군 단독 선거구를 이루게 됨에 따라 폐지되었다.

## 역대 국회의원
| 선거   | 정당 | 정당               | 의원   |
| ------ | ---- | ------------------ | ------ |
| 1948년 |      | 대한독립촉성국민회 | 정도영 |
| 1950년 |      | 무소속             | 권중돈 |
| 1954년 |      | 자유당             | 김상도 |
| 1958년 |      | 자유당             | 김상도 |
| 1960년 |      | 민주당             | 조헌수 |

## 역대 선거 결과

### 대한민국 제헌 국회의원 선거
| 대한민국 제헌 국회의원 선거경상북도 영천군 갑 |        |                    |        |        |      |      |  |
|                                               |        |                    |        |        |      |      |  |
| 후보                                          | 후보   | 정당               | 득표   | 득표율 | 당락 | 비고 |  |
|                                               | 정도영 | 대한독립촉성국민회 | 무투표 | 무투표 | 당선 |      |  |
| 합계                                          | 합계   | 합계               | 0표    |        |      |      |  |

### 대한민국 제2대 국회의원 선거
|  | 25.12% |

|  | 18.46% |

|  | 15.87% |

|  | 15.56% |

|  | 8.94% |

|  | 7.14% |

|  | 4.97% |

|  | 3.90% |

### 대한민국 제3대 국회의원 선거
|  | 55.84% |

|  | 44.15% |

### 대한민국 제4대 국회의원 선거
| 대한민국 제4대 국회의원 선거경상북도 영천군 갑 |        |        |        |        |      |      |  |
|                                                |        |        |        |        |      |      |  |
| 후보                                           | 후보   | 정당   | 득표   | 득표율 | 당락 | 비고 |  |
|                                                | 김상도 | 자유당 | 무투표 | 무투표 | 당선 |      |  |
| 합계                                           | 합계   | 합계   | 0표    |        |      |      |  |

### 대한민국 제5대 국회의원 선거
|  | 38.99% |

|  | 31.21% |

|  | 21.85% |

|  | 4.42% |

|  | 2.48% |

|  | 1.01% |